# Polygala parkeri
Polygala parkeri är en jungfrulinsväxtart som beskrevs av Margaret Rutherford Bryan Levyns. Polygala parkeri ingår i släktet jungfrulinssläktet, och familjen jungfrulinsväxter. Inga underarter finns listade i Catalogue of Life.